# L.A.コンフィデンシャル
『L.A.コンフィデンシャル』（エルエーコンフィデンシャル、L.A. Confidential）は、1990年に発刊されたジェイムズ・エルロイの『「暗黒のL.A.」4部作』の第3部である小説、またそれを原作とした1997年公開のアメリカ映画。映画版はスティーヴン・ジェイ・シュナイダーの『死ぬまでに観たい映画1001本』に掲載されている。

## 概要
1950年代のロス市警（L.A.P.D.）。マフィアのボス逮捕による暗黒街の混乱、酔った警官がメキシコ系移民の容疑者に暴行した「血のクリスマス」事件など、騒然としたロスの世相を背景に、カフェで元刑事を含む6人が惨殺された「ナイトアウルの虐殺」事件を捜査するロス市警の3人の警官が、捜査を進めるうちに警察内部の腐敗に直面する人間模様を描いている。映画版は一癖も二癖もある刑事を演じたラッセル・クロウ（ハリウッド初出演作）、ガイ・ピアースの出世作となった。

## ストーリー
舞台は、1950年代のロサンゼルス。マフィアの幹部ミッキー・コーエンの逮捕をきっかけに、血みどろの抗争が繰り広げられていた。
ある日、街のコーヒーショップで客が皆殺しにされる猟奇殺人事件がおきる。被害者の一人は刑事だった。その刑事の相棒だったバドは新入りのエド、ベテラン刑事のジャックと共に事件の捜査に当たる。やがて、犯人と見られる三人組はエドに射殺され、事件は解決したかに思われたが...。

## 登場人物
ジャック・ヴィンセンス（Jack Vincennes）
ロス市警の刑事。ロス市警の活躍を描くテレビドラマ「名誉のバッヂ」でテクニカル・アドバイザーとして活躍しているが、裏では記者のシドに情報を流して裏金を受け取る悪徳警官。
原作での愛称は「ごみ缶ジャック」。チャーリー・パーカーを殴ってごみ缶に放り込んだというエピソードに由来するあだ名である。映画ではチャーリー・パーカーに関するエピソードはカットされ署内で「ハリウッド・ジャック」などと呼ばれている。
バド・ホワイト（Wendell "Bud" White）
ロス市警の刑事。幼い頃にベッドの上で母親が父親に虐殺されるのを目の当たりにしたため、女に暴力を振るう男を激しく憎んでいる。エドとは互いの正義の考えが違うためたびたび衝突する。リンに想いを寄せている。
原作序盤においては、勘こそ優れるものの高等教育を受けていなかった為事件解決に失敗するが、後に大学で教育を受け極めて優秀な刑事に変貌する。映画では大学入学のくだりは省かれ、直情径行の性格は改まらず、ダドリーの罠にはまり、エドと衝突することになる。「完全なる正義」の体現者。
エド・エクスリー（Edmund Jennings "Ed" Exeley）
ロス市警の刑事。首席で警察学校を卒業したエリート刑事（劇中で警部補に昇進）。曲がったことを嫌い、出世の為なら仲間の不正を告発するという強い正義感を見せている。映画では幼い頃に35歳で殉職したロス市警の伝説的な刑事であった父を目標にしていて、父親を殺害した犯人を「ロロ・トマシー」と呼んでおり、これが事件を解く手がかりとなる。
原作では規律を好み極めて有能だが、偽装した戦歴で叙勲された過去を持ち、殉職した兄にコンプレックスを抱き、かつての優秀な警察官で今は建設王の父に認められたいと望み続ける屈折した上昇志向の権化で、そのためなら仲間を売ることもいとわない。
ダドリー・スミス（Dudley Liam Smith）
ロス市警の大物刑事。階級は警部。バドを片腕のように扱う。容疑者に対して真実を吐くまで拷問をするなど、卑劣な行動を取っている。
原作では第二作以降シリーズを通じて登場し物語の根幹をなす最重要人物だが、映画ではエドにより「後ろから撃たれ」死亡する。なお、冒頭で刑事部への転属を志望するエドに「更生の見込みのない犯罪者を背中から撃てるか」と尋ねている。
リン・ブラッケン（Lynn Bracken）
売春組織「白ユリの館」の娼婦。容姿を女優のヴェロニカ・レイクに似せて整形している（映画では髪を染めただけ）。バドとはダウンタウンの「ナイト・アウル・カフェ」で起こった惨殺事件に関係があるとマークされるが、一人の女として接してくれる彼に次第に惹かれていく。
シド・ハッジェンス（Sid Hudgens）
ゴシップ誌「ハッシュ・ハッシュ・マガジン」の記者兼編集責任者。冒頭で狂言回しとして登場する。ジャックと手を組み逮捕劇をスクープしているほか、ダドリーともつながりがある。
ディック・ステンスランド（Richard Alex "Dick" Stensland）
ロス市警の刑事。バドの相棒で、酒好き。拘置所でメキシコ人相手に暴行を働いたことにより免職される。映画ではその後、コーヒーショップ「ナイト･アウル･カフェ」で他の客と共に殺害される。
ミッキー・コーエン（Mickey Cohen）
ロサンゼルスを牛耳るギャングのボスでユダヤ系。脱税容疑で逮捕・収監される。その結果ロサンゼルスにおける組織犯罪の利権をめぐり血みどろの抗争が始まることとなる。
ジョニー･スタンパナート
コーエンの手下でイタリア系。映画では、冒頭にシャンペンの開封音を銃声と誤認する姿がコミカルに登場するほか、連れの愛人で女優のラナ・ターナーを、エドが「白ユリの館」の娼婦と間違えるエピソードで登場する。
プレストン・エクスリー
エド・エクスリーの父でかつては優秀な刑事、退職後は建設会社を経営し成功している。原作の重要人物だが、映画では在職中に死亡したことになっていて直接の登場はない。
レイモンド・ディータリング
アニメーション映画製作者。ネズミのムーチーなどの人気キャラクターを創り出した。テーマパーク「ドリーム・ア・ドリームランド」をエクスリーの父とともに建設する。彼のアニメーション「ドリーム・ア・ドリーム・アワー」の関係者の麻薬汚染が前半の、彼らの犯した罪が後半のそれぞれストーリーの中核を為す。原作の重要人物だが、映画には一切登場しない。
イネス・ソト
ナイト・アウル事件の容疑者たちに暴行を受けていた聡明なメキシコ人女性で証言を拒否する。エドの援助を受けて交際し、バドとも関係を持ち、その後ディータリングのもとで働く。映画では暴行犯達への復讐の為、偽証した事をエドに告白する。
バート・アーサー・<デュース>・パーキンズ
暗黒街の運転手、ミュージシャン。原作の重要人物だが映画には登場しない。
スペイド・クーリー
ミュージシャン。自他共に認める「ウェスタン・スイングの帝王」実在した人物で1961年に妻を殺害した容疑で逮捕されている。

## 映画
ワーナー・ブラザース製作で映画化され、カーティス・ハンソンが監督・製作・脚色を兼任した。

### キャスト
| 役名                             | 俳優                     | 日本語吹替                                                                                | 日本語吹替   | 日本語吹替 |
| 役名                             | 俳優                     | ソフト版                                                                                  | フジテレビ版 |            |
| -------------------------------- | ------------------------ | ----------------------------------------------------------------------------------------- | ------------ | ---------- |
| ジャック・ヴィンセンス           | ケヴィン・スペイシー     | 田中秀幸                                                                                  | 江原正士     |            |
| バド・ホワイト                   | ラッセル・クロウ         | 菅生隆之                                                                                  | 山野井仁     |            |
| エド・エクスリー                 | ガイ・ピアース           | 宮本充                                                                                    | 藤原啓治     |            |
| ダドリー・スミス                 | ジェームズ・クロムウェル | 有川博                                                                                    | 中村正       |            |
| リン・ブラッケン                 | キム・ベイシンガー       | 高島雅羅                                                                                  | 金野恵子     |            |
| シド・ハッジェンス               | ダニー・デヴィート       | 永井一郎                                                                                  | 青野武       |            |
| ディック・ステンズランド         | グレアム・ベッケル       | 菅原正志                                                                                  | 塩屋浩三     |            |
| ピアース・モアハウス・パチェット | デヴィッド・ストラザーン | 小島敏彦                                                                                  | 小川真司     |            |
| エリス・ローウ地方検事           | ロン・リフキン           | 山野史人                                                                                  | 石森達幸     |            |
| 市警察本部長                     | ジョン・マホーン         | 大木民夫                                                                                  | 富田耕生     |            |
| ジョニー・ストンパナート         | パオロ・セガンティ       | 菅原正志                                                                                  | 中田和宏     |            |
| スーザンの母親                   | グウェンダ・ディーコン   | 斉藤昌                                                                                    | 片岡富枝     |            |
| スーザン・レファーツ             | アンバー・スミス         |                                                                                           | 榎本智恵子   |            |
| リーランド・“バズ”・ミークス     | ダレル・サンディーン     | 仲野裕                                                                                    | 大山高男     |            |
| マット・レイノルズ               | サイモン・ベイカー       | 遠近孝一                                                                                  | 坂口賢一     |            |
| ブレット・チェイス               | マット・マッコイ         | 秋元羊介                                                                                  | 千田光男     |            |
| ミッキー・コーエン               | ポール・ギルフォイル     |                                                                                           |              |            |
| ラナ・ターナー                   | ブレンダ・バーキ         |                                                                                           |              |            |
| 暴力を振るう夫                   | アラン・グラフ           | 島香裕                                                                                    | 茶風林       |            |
| カレン                           | シンバ・スミス           |                                                                                           | 鈴鹿千春     |            |
| 酒屋店主                         | ウィル・ザーン           |                                                                                           | 星野充昭     |            |
| 法医学者                         | ジーン・ウォーランド     | 塚田正昭                                                                                  | 田原アルノ   |            |
| 検死官                           | マイケル・チーフォ       | 星野充昭                                                                                  | 西村知道     |            |
| メキシコ人                       | トーマス・ロサレス・Jr   | 星野充昭                                                                                  | 辻親八       |            |
| フィリップ                       | ロバート・ハリソン       | 菅原正志                                                                                  | 北川勝博     |            |
| ブロイニング                     | トーマス・アラナ         |                                                                                           | 千田光男     |            |
| カーライル                       | マイケル・マクリアリー   | 秋元羊介                                                                                  | 星野充昭     |            |
| レイ・コリンズ                   | ジェレマイア・バーケット |                                                                                           | 吉田孝       |            |
| ルイス・フォンテイン             | サリム・グラント         | 遠近孝一                                                                                  | 加瀬康之     |            |
| タイ・ジョーンズ                 | カー・ワシントン         |                                                                                           | 坂口賢一     |            |
| その他                           |                          | 秋間登 沢海陽子 色川京子 金子由之 伊藤栄次 室園丈裕 大黒和広 遠藤純一 湯屋敦子 村井かずさ |              |            |
| 演出                             |                          | 清水勝則                                                                                  | 伊達康将     |            |
| 翻訳                             |                          | 日笠千晶                                                                                  | 中村久世     |            |
| 調整                             |                          |                                                                                           | 栗林秀年     |            |
| 制作                             |                          | ザック・プロモーション                                                                    | 東北新社     |            |

- フジテレビ版:初回放送2001年3月24日『ゴールデン洋画劇場』 （21:00-23:24）: 正味約123分
- キャスト不明だがザック・プロモーション制作の機内上映版も存在する[3]。

※20世紀フォックス ホーム エンターテイメント ジャパンより2017年11月22日発売の『L.A.コンフィデンシャル 製作20周年記念版BD』にはソフト版に加え、フジテレビ版の日本語吹替が収録。また入江悠と岩崎太整による本作の検証と、公開当時のキネマ旬報に掲載されたハンソンのインタビュー、フジテレビ版吹替でジャック・ビンセンズ役の江原正士と演出を担当した伊達康将の対談が収められたキネマ旬報責任監修のコンプリートブックが封入されている。2021年4月21日にはウォルト・ディズニー・ジャパンより、引き続きフジテレビ版吹替など20周年記念版BDと同仕様のディスクが廉価版として再販された。

### スタッフ
- 監督/脚本/製作:カーティス・ハンソン
- 製作総指揮:ダン・コルスラッド／デヴィッド・L・ウォルパー
- 製作:アーノン・ミルチャン／マイケル・ネイサンソン
- 原作:ジェイムズ・エルロイ『L.A.コンフィデンシャル』
- 脚色/共同製作:ブライアン・ヘルゲランド
- 撮影:ダンテ・スピノッティ／ジム・ミューロー（カメラ・オペレーター）
- 編集:ピーター・ホーネス
- 音楽:ジェリー・ゴールドスミス
- 美術:ジャニーン・オッペウェール
- スタント:リック・エイヴリー／ジミー・オルテガ／ジョーイ・ボックス／ボブ・ヘロン

### 受賞/ノミネート
第64回ニューヨーク映画批評家協会賞ならびに第23回ロサンゼルス映画批評家協会賞で作品賞を受賞。第70回アカデミー賞においても9部門にノミネートされ、作品賞の最有力候補と目されていたが、同年末に公開された『タイタニック』が史上最多タイ記録となる11部門を受賞し、本作の受賞は助演女優賞と脚色賞の2部門に止まった。

#### 一覧
- 第70回アカデミー賞
  - 受賞…助演女優賞／脚色賞
  - ノミネート…作品賞／監督賞／撮影賞／音楽賞／美術賞／音響賞／編集賞
- 第55回ゴールデングローブ賞
  - 受賞…助演女優賞
  - ノミネート…ドラマ部門作品賞／監督賞／脚本賞／音楽賞
- 第51回英国アカデミー賞
  - 受賞…編集賞／音響賞
  - ノミネート…作品賞／監督賞／主演男優賞（ケヴィン・スペイシー）／主演女優賞／脚色賞／作曲賞／撮影賞
- 第32回全米映画批評家協会賞
  - 作品賞／監督賞／脚本賞
- 第64回ニューヨーク映画批評家協会賞
  - 作品賞／監督賞／脚本賞
- 第23回ロサンゼルス映画批評家協会賞
  - 作品賞／監督賞／脚本賞／撮影賞
- 第3回クリティクス・チョイス・アワード
  - 作品賞／脚色賞
- その他
  - 第41回ブルーリボン賞 外国作品賞
  - 第72回キネマ旬報ベスト・テン 委員選出外国語映画部門第1位／読者選出外国語映画部門第1位
  - 第22回日本アカデミー賞 外国作品賞

## その他
- J・エルロイの『L.A.四部作』は「暗黒のL.A.」シリーズともいわれ、実際に起こったブラック・ダリア事件に始まる第1部『ブラック・ダリア』、そして第2部『ビッグ・ノーウェア』、第3部『L.A.コンフィデンシャル』、第4部『ホワイト・ジャズ』によって構成される。日本での発刊は文藝春秋（文春文庫）。･･･ジェイムズ・エルロイの項参照。
- 2005年、第一部『ブラック・ダリア』映画化。ブライアン・デ・パルマ監督。
- 2006年、同じくエルロイの『L.A.四部作』最終章である『ホワイト・ジャズ』の映画化が決定。監督はジョー・カーナハンで、ジョージ・クルーニーが主演と製作を兼任していたが、降板したようである[5]。